# São Paio de Oleiros
São Paio de Oleiros (manchmal auch verkürzt auf Oleiros) ist eine Gemeinde (Freguesia) im portugiesischen Kreis Santa Maria da Feira. In ihr leben 3661 Einwohner (Stand 19. April 2021). Überregional bekannt ist die animierte Weihnachtskrippe Presépio Cavalinho in der Gemeinde, die als größte der Welt gilt.

## Geschichte
Spuren menschlicher Besiedlung reichen hier bis in die Kupfersteinzeit. In der Castrokultur bestanden hier mindestens zwei befestigte Siedlungen (Lapa de Cima und Lapa de Baixo). Aus der anschließenden römischen Zeit ist nicht viel bekannt, ebenso wenig aus den folgenden Zeiten unter den Sueben und als Teil des Westgotenreichs, und auch aus der Zeit der anschließenden arabischen Herrschaft ab 711 sind keine bedeutenden Spuren erhalten geblieben.
Erstmals dokumentiert wurde der Ort als uilla de olleirolos im Jahr 1050. Als Schutzpatron des Ortes wurde der heilige Pelagius gewählt (port. Santo Pelágio, das sich ins heutige São Paio veränderte). Jener Namensvetter São Paio soll ein junger Mann aus der Zeit der Reconquista gewesen sein, der 925 von den Mauren getötet und danach von den hiesigen christlichen Mozarabern als Märtyrer verehrt wurde. Die hiesige Gemeindekirche trug 1200 die Bezeichnung Ecclesia Santi Pelagij de Oleyros, in den königlichen Erhebungen von 1288 war sie als Sancti Pelagii de Oleyros geführt, und entwickelte sich über Sam Paayo de Oleiros zur heutigen Schreibweise.
1514 erhielt der Ort Stadtrechte durch König D. Manuel I. Etwa seit der Zeit der Napoleonischen Invasionen Anfang des 19. Jahrhunderts gehört São Paio de Oleiros zum Kreis Santa Maria da Feira, mit einer Unterbrechung von 1926 bis 1928, als es zu Espinho gehörte. Die seit dem 18. Jahrhundert hier erst zögernd aufgekommene, ab Mitte des 19. Jahrhunderts verstärkt präsente Industrie sorgte für einige Entwicklung. Zu nennen ist die seit 1758 hier belegte und seit 1811 bedeutende Papierfabrikation, und seit der ersten, 1855 eröffneten Spinnerei auch die Textilindustrie. Die Ankunft der Eisenbahnlinie Linha do Vouga, die König D. Manuel II. am 23. November 1908 auch mit einem Halt in São Paio de Oleiros einweihte, und die Eröffnung des regional bedeutenden Krankenhauses Hospital-Asilo de Nossa Senhora da Saúde am 6. Januar 1909 waren weitere Marksteine in der Entwicklung des Ortes.

## Söhne und Töchter der Gemeinde
- Tiago Rocha (* 1985), internationaler Handballspieler

## Galerie
Teilansichten der Weihnachtskrippe Presépio Cavalinho (November 2013):

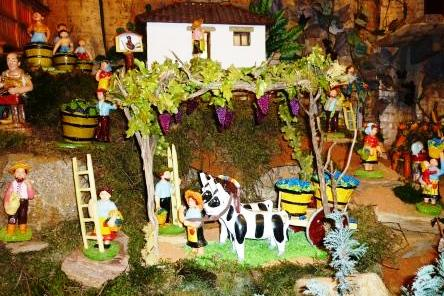
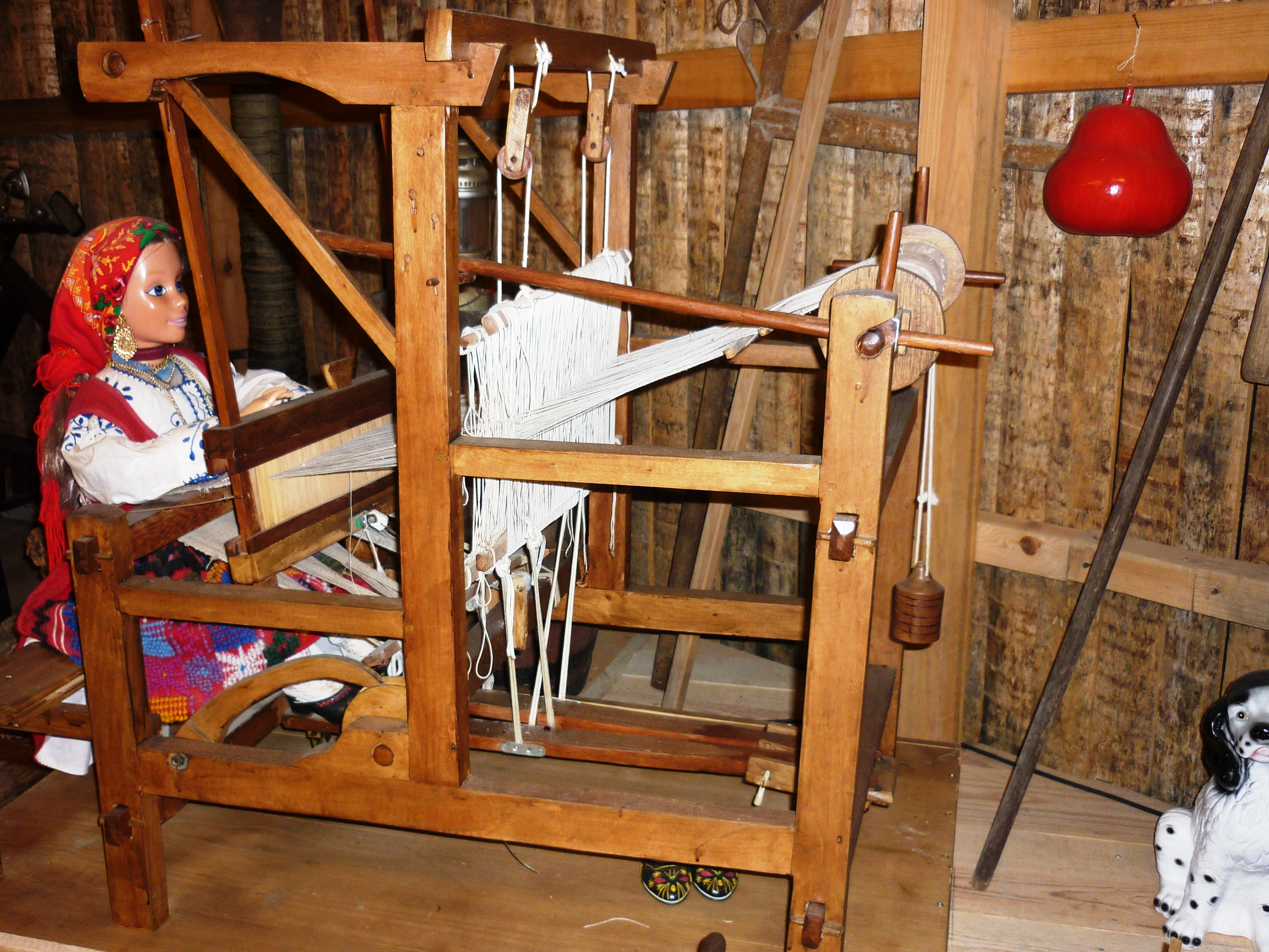
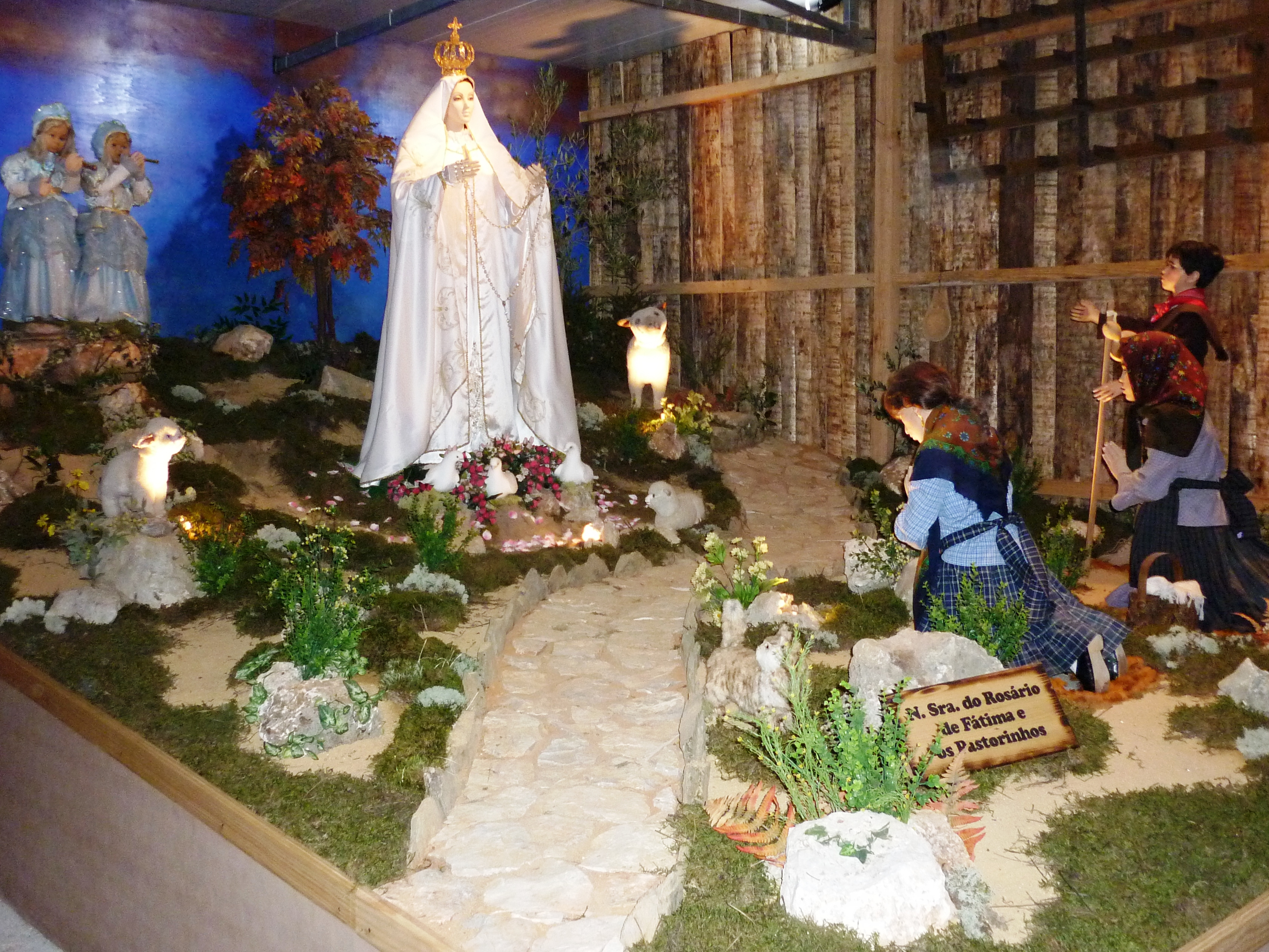
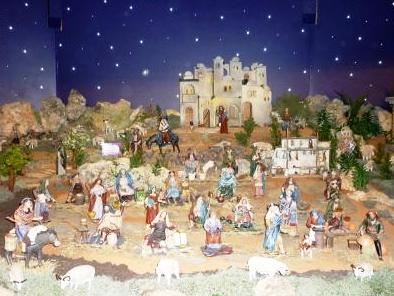
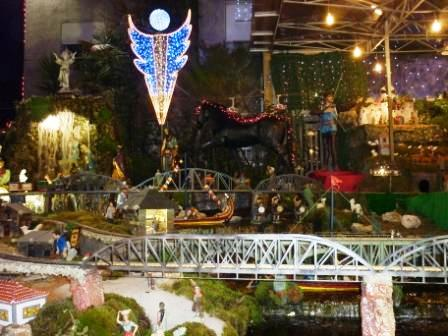
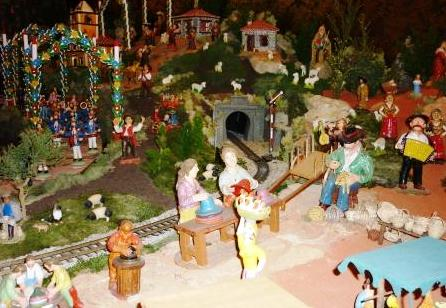
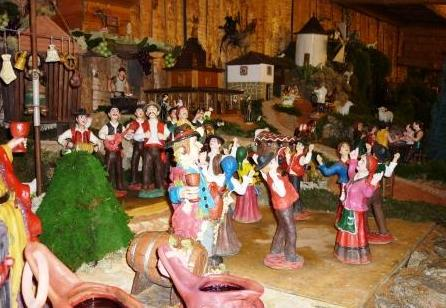